# Халисидоты
Халисидоты (лат. Halysidota) — род бабочек из семейства Erebidae; представитель эндемичной для Америк трибы Phaegopterini (или подтрибы Phaegopterina). Изначально род включали в состав семейства медведицы, впоследствии вместе с ними был перенесён в семейство Erebidae. Распространены в Северной и Южной Америках.

## Описание
Бабочки преимущественно с яркой либо пёстрой окраской крыльев. Тело толстое, опушённое волосками. Глаза крупные, округлые. Усики короткие, у самцов гребенчатые. Глаза голые. Ноги относительно короткие. Бабочки ведут преимущественно ночной или сумеречный образ жизни.

## Виды
- Halysidota atra Druce, 1884 — Центральная Америка, Колумбия, Эквадор, Перу, Венесуэла
- Halysidota ata Watson, 1980 — Доминиканская республика, Пуэрто-Рико
- Halysidota anapheoides Rothschild, 1909 — Панама
- Halysidota brasiliensis Rothschild, 1909 — Бразилия (Сан-Паулу, Баия, Парана, Рио-де-Жанейро, Риу-Гранди-ду-Сул), Северная Аргентина
- Halysidota baritioides   — Бразилия
- Halysidota cinctipes Grote, 1865 — Центральная Америка
- Halysidota conflua Watson, 1980 — Перу
- Halysidota davisii H. Edwards, 1875 — Аризона, Юта, Нью-Мексико, Северо-Западный Техас
- Halysidota donahuei Watson, 1980 — Мексика
- Halysidota eudolobata Hampson, 1901 — Амазонка
- Halysidota elota (Möschler, 1886) — Ямайка
- Halysidota fuliginosa Rothschild, 1909 — Центральная Америка
- Halysidota fumosa Schaus, 1912 — Коста-Рика, Колумбия, Эквадор
- Halysidota grandis (Rothschild, 1909) — Коста-Рика, Перу, Эквадор
- Halysidota grata Walker, 1866 — Колумбия
- Halysidota harrisii Walsh, 1864 — Юго-восточная Канада, восток США (за искл. Флориды), Северо-восточная Мексика
- Halysidota humosa (Dognin, 1893) — Эквадор
- Halysidota interstriata (Hampson, 1901) — Бразилия
- Halysidota interlineata Walker, 1855 — Гватемала, Панама, Белиз, Колумбия, Венесуэла, Суринам, Французская Гвиана, Бразилия (Пара, Рио-де-Жанейро, Сан-Паулу, Санта-Катарина), Уругвай
- Halysidota instabilis Dyar, 1912 — Мексика
- Halysidota insularis Rothschild, 1909 — Наветренные острова
- Halysidota leda  — Наветренные острова
  - H. l. leda (Druce, 1890) — Наветренные острова
  - H. l. enricoi (Druce, 1890) — Наветренные острова
- Halysidota masoni (Schaus, 1895) — Мексика
- Halysidota melaleuca (Felder, 1874) — Колумбия
- Halysidota meridionalis Rothschild, 1909 — Канада, Восточные Соединённые Штаты, Мексика, Венесуэла
- Halysidota mexiconis Strand, 1919 — Мексика
- Halysidota nigrilinea Watson, 1980 — Аргентина (Сан-Сальвадор-де-Жужуй), Боливия
- Halysidota orientalis Rothschild, 1909 — Мексика, Гватемала, Коста-Рика, Панама, Антиллы, Колумбия, Венесуэла, Эквадор, Перу, Боливия, Бразилия (Пара), Чили, Французская Гвинея
- Halysidota pearsoni Watson, 1980 — Южная Бразилия (Санта-Катарина, Риу-Гранди-ду-Сул, Парана, Эспириту-Санту, Рио-де-Жанейро, Сан-Паулу), Парагвай
- Halysidota pectenella Watson, 1980 — Мексика, Гватемала, Сальвадор, Коста-Рика, Венесуэла, Эквадор, Французская Гвинея, Колумбия, Перу, Боливия, Бразилия
- Halysidota rhoda (Hampson, 1901) — Боливия
- Halysidota roseofasciata (Druce, 1906) — Перу
- Halysidota rusca (Schaus, 1896) — Южная Бразилия
- Halysidota ruscheweyhi Dyar, 1912 — Аргентина, Парагва
- Halysidota schausi Rothschild, 1909 — от Мексики до Коста-Рики, от Гватемалы до колумбии, Техас, Венесуэла, Эквадор, Перу
- Halysidota semibrunnea (Druce, 1906) — Перу
- Halysidota steinbachi Rothschild, 1909 — Аргентина, Боливия, Бразилия
- Halysidota striata Jones, 1980 — Бразилия
- Halysidota tessellaris (Smith, 1797) — Канада, Восточное США, Мексика, Венесуэла
- Halysidota torniplaga Reich, 1935 — Бразилия
- Halysidota triphylia (Druce, 1896) — Панама
- Halysidota tucumanicola Strand, 1919 — Аргентина
- Halysidota yapacaniae Watson, 1980 — Боливия